# Église Notre-Dame de Rochefort
Pour les articles homonymes, voir Église Saint-Louis.
L’église Notre-Dame, ou Notre-Dame du Faubourg, est située dans la ville de Rochefort, dans le département de la Charente-Maritime.

## Historique
L'ancienne église Notre-Dame de Rochefort, appelée « la Vieille Paroisse » depuis l'érection en 1686 de l'ancienne chapelle seigneuriale en nouvelle paroisse sous le vocable de Saint-Louis, était au XIIe siècle une succursale du chapitre régulier du prieuré Saint-Vivien de Saintes qui y nommait un chanoine comme prieur, avant d'être sécularisée en paroisse. Dédiée à Notre-Dame de la Nativité, sa fête était le 8 septembre celle de la Nativité de Marie, appelée en Anjou fête de « Notre-Dame l’Angevine». Elle avait aussi une chapelle dédiée à saint Roch.
Devenue trop petite au XIXe siècle, l'actuelle église Notre-Dame, connue sous le nom de « Notre-Dame du Faubourg », a été bâtie en-dehors de l'enceinte de la ville de 1858 à 1860 sur un terrain du faubourg situé entre la Grande Rue (actuelle rue Gambetta) et la rue de la Barrière (actuelle rue Voltaire). 
Elle a été consacrée le 1er juillet 1861. Durant ce même mois de juillet 1861, on y a transporté les cloches de l'anciene église désaffectée qui existe toujours et où se trouve le Musée de la Vieille Paroisse. 

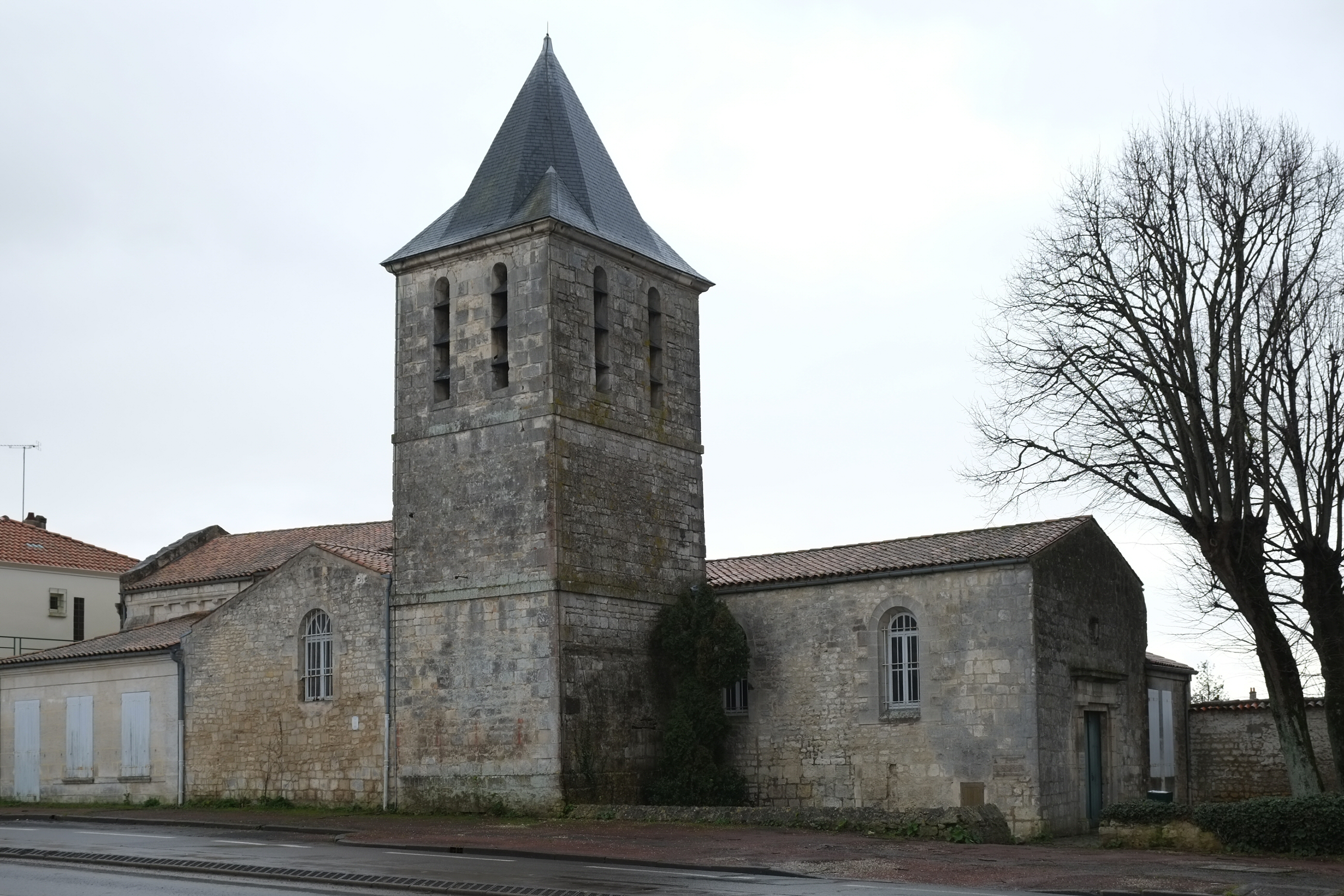
Église Notre-Dame dite la Vieille Paroisse.
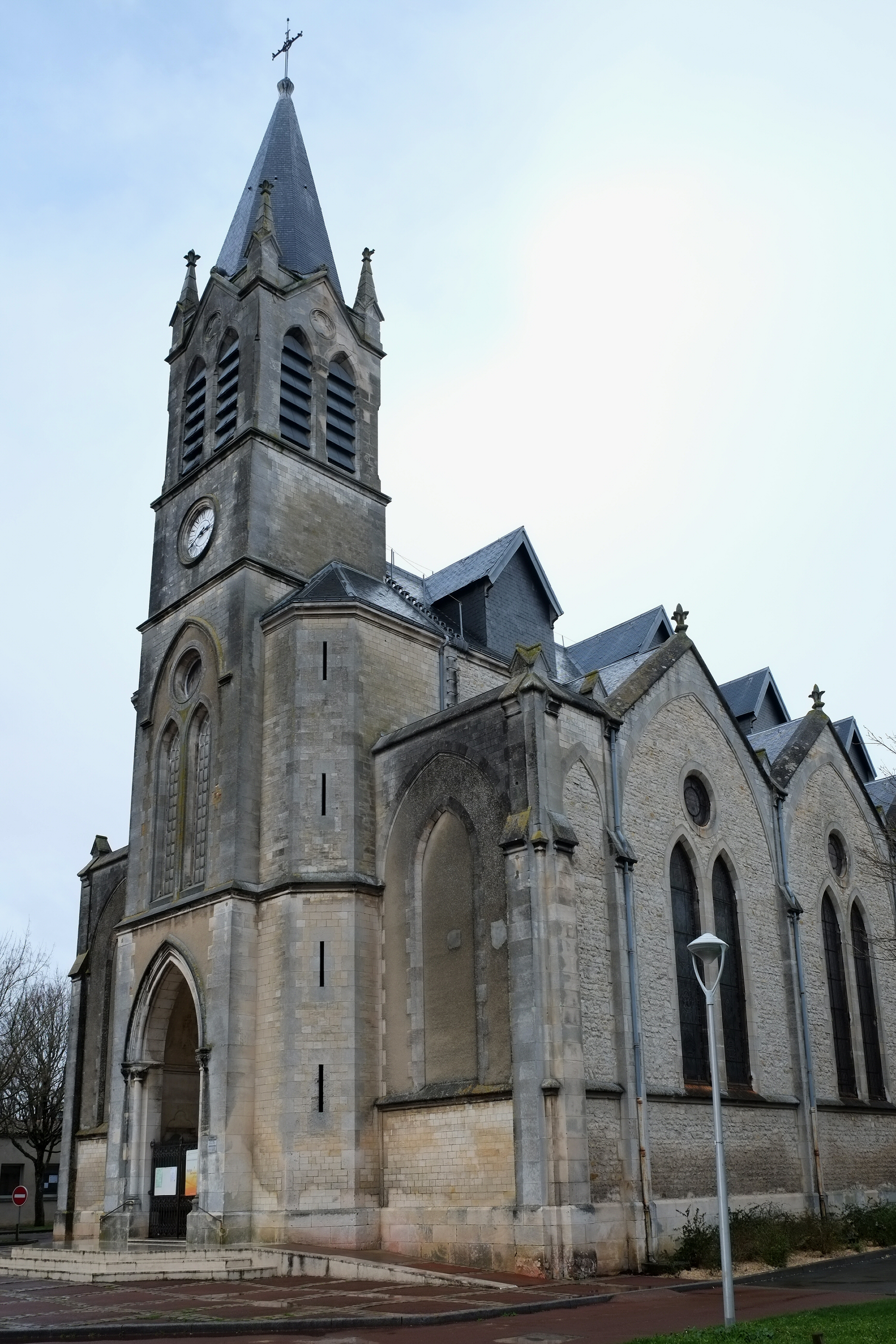
Église Notre-Dame dite du Faubourg.

## Description
Cette église de style néogothique utilise des ouvrages en fonte.

## Protection
L'église Notre Dame du Faubourg est inscrite aux monuments historiques depuis 2015.